# Рунку (Горж)
Рунку (рум. Runcu) — село у повіті Горж в Румунії. Входить до складу комуни Рунку.
Село розташоване на відстані 245 км на захід від Бухареста, 14 км на північний захід від Тиргу-Жіу, 103 км на північний захід від Крайови.

## Населення
За даними перепису населення 2002 року у селі проживали 1128 осіб. Усі жителі села рідною мовою назвали румунську.
Національний склад населення села:
| Національність | Кількість осіб | Відсоток |
| -------------- | -------------- | -------- |
| румуни         | 1090           | 96,6%    |
| цигани         | 38             | 3,4%     |